# كسوف الشمس 12 يوليو 2056
سيحدث كسوف حلقي للشمس في 12 يوليو 2056. يحدث كسوف الشمس عندما يمر القمر بين الأرض والشمس، وبالتالي يحجب صورة الشمس كليًا أو جزئيًا عن مشاهد على الأرض. يحدث الكسوف الحلقي للشمس عندما يكون القطر الظاهر للقمر أصغر من قطر الشمس، مما يحجب معظم ضوء الشمس ويتسبب في ظهور الشمس كحلقة. يظهر الكسوف الحلقي على شكل كسوف جزئي فوق منطقة من الأرض يبلغ عرضها آلاف الكيلومترات.

## كسوفات أخري ذات الصلة

### كسوف الشمس 2054-2058
قالب:Solar eclipse set 2054–2058
هذا الكسوف هو جزء من سلسلة فصل دراسي. يتكرر الكسوف في سلسلة فصل دراسي من الكسوف الشمسي كل 177 يومًا تقريبًا و 4 ساعات (فصل دراسي) في العقد المتناوبة من مدار القمر.
| كسوف الشمس series sets from 2054-58 | كسوف الشمس series sets from 2054-58 | كسوف الشمس series sets from 2054-58 | كسوف الشمس series sets from 2054-58 | كسوف الشمس series sets from 2054-58 |
| ----------------------------------- | ----------------------------------- | ----------------------------------- | ----------------------------------- | ----------------------------------- |
| Ascending node                      | Ascending node                      |                                     | Descending node                     | Descending node                     |
| Saros                               | Map                                 | Saros                               | Map                                 |                                     |
| 117                                 | كسوف الشمس 3 أغسطس 2054 Partial     | 122                                 | كسوف الشمس 27 يناير 2055 Partial    |                                     |
| 127                                 | كسوف الشمس 24 يوليو 2055 Total      | 132                                 | كسوف الشمس 16 يناير 2056 Annular    |                                     |
| 137                                 | كسوف الشمس 12 يوليو 2056 Annular    | 142                                 | كسوف الشمس 5 يناير 2057 Total       |                                     |
| 147                                 | كسوف الشمس 1 يوليو 2057 Annular     | 152                                 | كسوف الشمس 26 ديسمبر 2057 Total     |                                     |
| 157                                 | كسوف الشمس في 21 يونيو 2058 Partial |                                     |                                     |                                     |

### ساروس 137
وهو جزء من دورة ساروس 137 يتكرر كل 18 سنة و 11 يوماً ويحتوي على 70 حدثاً. بدأت السلسلة بكسوف جزئي للشمس في 25 مايو 1389. تحتوي على كسوف إجمالي من 20 أغسطس 1533 حتى 6 ديسمبر 1695. المجموعة الأولى من الكسوف الهجين من 17 ديسمبر 1713 حتى 11 فبراير 1804. المجموعة الأولى من الكسوف الحلقي من 21 فبراير 1822 حتى 25 مارس 1876. المجموعة الثانية من كسوف هجين من 6 أبريل 1894 حتى 28 أبريل 1930. المجموعة الثانية من الكسوف الحلقي من 9 مايو 1948 حتى 13 أبريل 2507. تنتهي السلسلة في العضو 70 ككسوف جزئي في 28 يونيو 2633. كانت أطول مدة للإجمالي هي دقيقتان و 55 ثانية في 10 سبتمبر 1569. يحتوي ساروس الشمسي 137 على 55 كسوفًا مظليًا من 20 أغسطس 1533 حتى 13 أبريل 2507 (973.62 عامًا). هذا ما يقرب من ألف عام.
| تحدث أعضاء السلسلة 30-40 بين عامي 1901 و 2100: | تحدث أعضاء السلسلة 30-40 بين عامي 1901 و 2100: | تحدث أعضاء السلسلة 30-40 بين عامي 1901 و 2100: |
| 30                                             | 31                                             | 32                                             |
| ---------------------------------------------- | ---------------------------------------------- | ---------------------------------------------- |
| </img> </br> 17 أبريل 1912                     | </img> </br> 28 أبريل 1930                     | </img> </br> 9 مايو 1948                       |
| 33                                             | 34                                             | 35                                             |
| </img> </br> 20 مايو 1966                      | </img> </br> 30 مايو 1984                      | </img> </br> 10 يونيو 2002                     |
| 36                                             | 37                                             | 38                                             |
| </img> </br> 21 يونيو 2020                     | </img> </br> 2 يوليو 2038                      | </img> </br> 12 يوليو 2056                     |
| 39                                             | 40                                             |                                                |
| </img> </br> 24 يوليو 2074                     | </img> </br> 3 أغسطس 2092                      |                                                |

### سلسلة تريتوس
هذا الكسوف هو جزء من دورة تريتوس يتكرر عند العقد المتناوبة كل 135 شهرًا متزامنًا (≈ 3986.63 يومًا، أو 11 عامًا ناقص شهر واحد). مظهره وخط طوله غير منتظمين بسبب نقص التزامهما مع الشهر غير الطبيعي (فترة الحضيض)، لكن التجمعات المكونة من 3 دورات تريتوس (33 عامًا ناقص 3 أشهر) تقترب (≈ 434.044 شهرًا غير طبيعي)، لذا فإن الكسوف متشابه في هذه التجمعات.
| أعضاء السلسلة بين عامي 1901 و 2100            | أعضاء السلسلة بين عامي 1901 و 2100            | أعضاء السلسلة بين عامي 1901 و 2100            | أعضاء السلسلة بين عامي 1901 و 2100 |
| --------------------------------------------- | --------------------------------------------- | --------------------------------------------- | ---------------------------------- |
| </img> </br>21 سبتمبر 1903 </br> (ساروس 123)  | </img> </br> 21 أغسطس 1914 </br> (ساروس 124)  | </img> </br> 20 يوليو 1925 </br> (ساروس 125)  |                                    |
| </img> </br> 19 يونيو 1936 </br> (ساروس 126)  | </img> </br> 20 مايو 1947 </br> (ساروس 127)   | </img> </br> 19 أبريل 1958 </br> (ساروس 128)  |                                    |
| </img> </br> 18 مارس 1969 </br> (ساروس 129)   | </img> </br> 16 فبراير 1980 </br> (ساروس 130) | </img> </br> 15 يناير 1991 </br> (ساروس 131)  |                                    |
| </img> </br> 14 ديسمبر 2001 </br> (ساروس 132) | </img> </br> 13 نوفمبر 2012 </br> (ساروس 133) | </img> </br> 14 أكتوبر 2023 </br> (ساروس 134) |                                    |
| </img> </br> 12 سبتمبر 2034 </br> (ساروس 135) | </img> </br> 12 أغسطس 2045 </br> (ساروس 136)  | </img> </br> 12 يوليو 2056 </br> (ساروس 137)  |                                    |
| </img> </br> 11 يونيو 2067 </br> (ساروس 138)  | </img> </br> 11 مايو 2078 </br> (ساروس 139)   | </img> </br> 10 أبريل 2089 </br> (ساروس 140)  |                                    |
| </img> </br> 10 مارس 2100 </br> (ساروس 141)   |                                               |                                               |                                    |

### سلسلة ميتونيك
تكرر سلسلة ميتونيك الكسوف كل 19 عامًا (6939.69 يومًا)، وتستمر حوالي 5 دورات. يحدث الكسوف في نفس تاريخ التقويم تقريبًا. بالإضافة إلى ذلك تكرر سلسلة اوكتون الفرعية 1/5 هذه المدة أو كل 3.8 سنوات (1387.94 يومًا). تحدث جميع الكسوفات في هذا الجدول عند العقدة الصاعدة للقمر.
| 21 حدثًا من أحداث الكسوف ، تتقدم من الجنوب إلى الشمال بين 13 يوليو 2018 و 12 يوليو 2094 | 21 حدثًا من أحداث الكسوف ، تتقدم من الجنوب إلى الشمال بين 13 يوليو 2018 و 12 يوليو 2094 | 21 حدثًا من أحداث الكسوف ، تتقدم من الجنوب إلى الشمال بين 13 يوليو 2018 و 12 يوليو 2094 | 21 حدثًا من أحداث الكسوف ، تتقدم من الجنوب إلى الشمال بين 13 يوليو 2018 و 12 يوليو 2094 | 21 حدثًا من أحداث الكسوف ، تتقدم من الجنوب إلى الشمال بين 13 يوليو 2018 و 12 يوليو 2094 |
| 12-13 يوليو                                                                            | 30 أبريل - 1 مايو                                                                      | من 16 إلى 17 فبراير                                                                    | 5-6 ديسمبر                                                                             | من 22 إلى 23 سبتمبر                                                                    |
| 117                                                                                    | 119                                                                                    | 121                                                                                    | 123                                                                                    | 125                                                                                    |
| -------------------------------------------------------------------------------------- | -------------------------------------------------------------------------------------- | -------------------------------------------------------------------------------------- | -------------------------------------------------------------------------------------- | -------------------------------------------------------------------------------------- |
| </img> </br> 13 يوليو 2018                                                             | </img> </br> 30 أبريل 2022                                                             | </img> </br> 17 فبراير 2026                                                            | </img> </br> 5 ديسمبر 2029                                                             | </img> </br> 23 سبتمبر 2033                                                            |
| 127                                                                                    | 129                                                                                    | 131                                                                                    | 133                                                                                    | 135                                                                                    |
| </img> </br> 13 يوليو 2037                                                             | </img> </br> 30 أبريل 2041                                                             | </img> </br> 16 فبراير 2045                                                            | </img> </br> 5 ديسمبر 2048                                                             | </img> </br> 22 سبتمبر 2052                                                            |
| 137                                                                                    | 139                                                                                    | 141                                                                                    | 143                                                                                    | 145                                                                                    |
| </img> </br> 12 يوليو 2056                                                             | </img> </br> 30 أبريل 2060                                                             | </img> </br> 17 فبراير 2064                                                            | </img> </br> 6 ديسمبر 2067                                                             | </img> </br> 23 سبتمبر 2071                                                            |
| 147                                                                                    | 149                                                                                    | 151                                                                                    | 153                                                                                    | 155                                                                                    |
| </img> </br> 13 يوليو 2075                                                             | </img> </br> 1 مايو 2079                                                               | </img> </br> 16 فبراير 2083                                                            | </img> </br> 6 ديسمبر 2086                                                             | </img> </br> 23 سبتمبر 2090                                                            |
| 157                                                                                    |                                                                                        |                                                                                        |                                                                                        |                                                                                        |
| </img> </br> 12 يوليو 2094                                                             |                                                                                        |                                                                                        |                                                                                        |                                                                                        |

## الروابط الخارجية
- رسومات ناسا